# Condado de Jefferson (Idaho)
El condado de Jefferson (en inglés: Jefferson County), fundado en 1913, es uno de los 44 condados del estado estadounidense de Idaho. En el año 2000 tenía una población de 19.155 habitantes con una densidad poblacional de 6.8 personas por km². La sede del condado es Rigby.

## Geografía
Según la Oficina del Censo, el condado tiene un área total de 2863 km² (1105,4 mi²), de la cual 2836 km² (1095,0 mi²) es tierra y 27 km² (10,4 mi²) (0.95%) es agua.

### Condados adyacentes
- Condado de Clark - norte
- Condado de Fremont - noreste
- Condado de Madison - este
- Condado de Bonneville - sur
- Condado de Bingham - suroeste
- Condado de Butte - oeste

### Carreteras
- - Interestatal 15
- - US 20
- - SH-22
- - SH-28
- - SH-33
- - SH-48

## Demografía
En el 2000 la renta per cápita promedia del condado era de $37,737, y el ingreso promedio para una familia era de $41,530. En 2000 los hombres tenían un ingreso per cápita de $31,298 versus $19,755 para las mujeres. El ingreso per cápita para el condado era de $13,838. Alrededor del 10.40% de la población estaba bajo el umbral de pobreza nacional.

## Ciudades
- Hamer
- Lewisville
- Menan
- Monteview
- Mud Lake
- Rigby
- Ririe
- Roberts
- Terreton